# Aimé Proot
Aimé Proot, född 31 mars 1890, död 30 januari 1959, var en friidrottare från Belgien. Han deltog vid olympiska sommarspelen 1920.